# Kameana Hreblea, Skvîra
Kameana Hreblea (în ucraineană Кам`яна Гребля) este localitatea de reședință a comunei Kameana Hreblea din raionul Skvîra, regiunea Kiev, Ucraina.

## Demografie
Componența lingvistică a localității Kameana Hreblea
     Ucraineană (99,16%)
     Alte limbi (0,84%)
Conform recensământului din 2001, majoritatea populației localității Kameana Hreblea era vorbitoare de ucraineană (99,16%), existând în minoritate și vorbitori de alte limbi.